# Phalacrus alluaudi
Phalacrus alluaudi là một loài bọ cánh cứng trong họ Phalacridae. Loài này được Guillebeau miêu tả khoa học năm 1896.